# الاتحاد الأوروبي لكرة اليد
الاتحاد الأوروبي لكرة اليد (بالإنجليزية: European Handball Federation) منظمة أوروبية تشرف علي رياضة كرة اليد في الإتحاد الأوروبي. ينظم الإتحاد المسابقات القارية مثل بطولة أوروبا و كأس أوروبا.
تأسس الاتحاد في 17 نوفمبر1991 في برلين، ويضم حاليًا 50 اتحادا وطنيا عضوا، بالإضافة إلى اتحادين مرتبطين به. يقع مقره الرئيسي في فيينا، النمسا. رئيسه الحالي هو النمساوي مايكل ويدرو، الذي بدأت ولايته في 17 نوفمبر2016.

## التاريخ
تأسس الاتحاد الأوروبي لكرة اليد (EHF) في 17 نوفمبر 1991 في برلين، ألمانيا، على الرغم من أن مؤتمره الأول انعقد في 5 يونيو 1992، وحدد مقره في فيينا، النمسا، اعتبارًا من 1 سبتمبر من ذلك العام.
في عام 2012، احتفل مكتب الاتحاد الأوروبي لكرة اليد بمرور 20 عامًا على افتتاحه. وفي السنوات اللاحقة، توسع عدد الدول الأعضاء من 29 دولة في البداية إلى 50 دولة حاليًا، بعد منح كوسوفو العضوية الكاملة في مؤتمر الاتحاد الأوروبي لكرة اليد في دبلن، أيرلندا، في سبتمبر 2014.

### الآثار المترتبة على الغزو الروسي لأوكرانيا
بعد أن شنت روسيا غزوها لأوكرانيا عام 2022، أوقف الاتحاد الأوروبي لكرة اليد في فبراير 2022 مشاركة روسيا وبيلاروسيا في مسابقات المنتخبات الوطنية وعلى مستوى الأندية. ولن يُستدعى الحكام والمسؤولون وأعضاء اللجنة من روسيا وبيلاروسيا للأنشطة المستقبلية.
وتم تنظيم بطولة أوروبا لكرة اليد الشاطئية YAC 16 وبطولة التصفيات المؤهلة لبطولة أوروبا لكرة اليد الشاطئية 2023 في براغ، جمهورية التشيك والتي كان من المقرر أن تُقام في موسكو. بالإضافة إلى ذلك، رفض الاتحاد السماح بإقامة المسابقات في روسيا أو بيلاروسيا. وفشل الاتحاد الروسي لكرة اليد في استئنافه ضد قرار استبعاد فرق روسيا من المنافسة القارية، والذي رفضته محكمة كرة اليد التابعة للاتحاد الأوروبي لكرة اليد.

## الرؤساء
| الرئيس                | الدولة  | الفترة                               |
| --------------------- | ------- | ------------------------------------ |
| ستيفان هولمكفيست (FR) | السويد  | من 17 نوفمبر 1991 إلى 18 ديسمبر 2004 |
| تور ليان (EN)         | النرويج | من 18 ديسمبر 2004 إلى 22 يونيو 2012  |
| جان بريهولت (EN)      | فرنسا   | من 22 يونيو 2012 إلى 17 نوفمبر 2016  |
| مايكل ويدرو (DE)      | النمسا  | من 17 نوفمبر 2016 إلى حاليا          |

## الأمناء العامون
| الرئيس                                               | الدولة | الفترة                              |
| ---------------------------------------------------- | ------ | ----------------------------------- |
| مايكل ويدرو (DE)                                     | النمسا | من 1 سبتمبر 1992 إلى 17 نوفمبر 2016 |
| ظلت الوظيفة شاغرة من 17 نوفمبر 2016 إلى 1 أغسطس 2017 |        |                                     |
| مارتن هاوزلايتنر                                     | النمسا | من 1 أغسطس 2017 إلى حاليا           |